# Газорегуляторный пункт
Газорегуляторный пункт (ГРП) — комплекс технологического оборудования и устройств на распределительных газовых сетях, предназначенный для понижения входного давления газа до заданного уровня и поддержания его на выходе постоянным независимо от расхода газа. В зависимости от размещения оборудования газорегуляторные пункты подразделяются на несколько типов:
- стационарный газорегуляторный пункт (ГРП) — оборудование размещается в специально для этого предназначенных зданиях, помещениях или на открытых площадках. Принципиальное отличие ГРП от ГРПБ, ГРПШ, ГРУ, ДРП и состоит в том, что ГРП (в отличие от последних) не является типовым изделием полной заводской готовности;

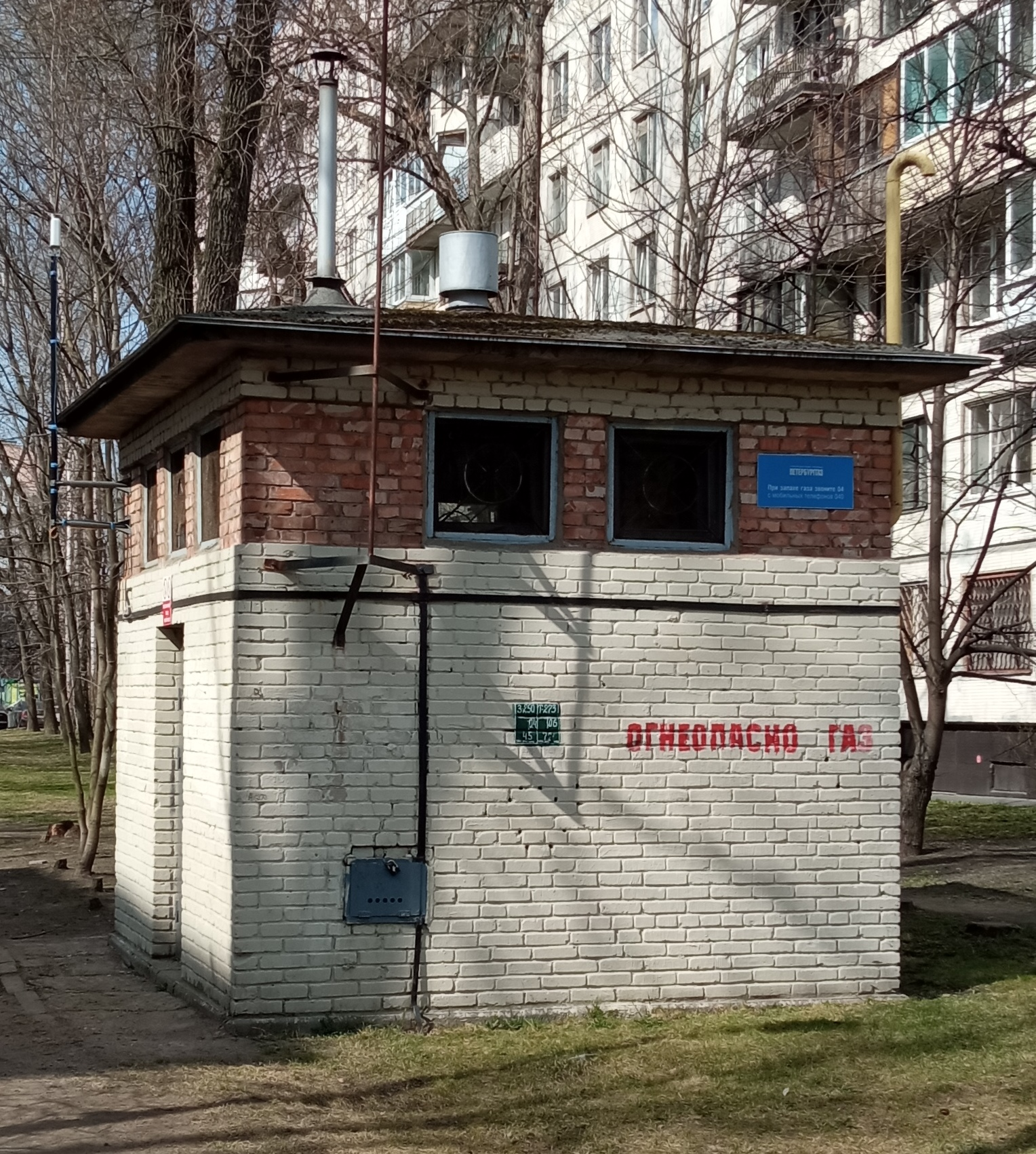
Стационарный газорегуляторный пункт, получивший широкое распространение в странах бывшего СССР

- газорегуляторный пункт блочный (ГРПБ) — оборудование смонтировано в одном или нескольких зданиях контейнерного типа;
- газорегуляторный пункт шкафной (ГРПШ, ШРП) — оборудование размещается в шкафу из несгораемых материалов;
- газорегуляторная установка (ГРУ) — оборудование смонтировано на раме и размещается в помещении, в котором расположена газоиспользующая установка, или в помещении, соединённом с ним открытым проёмом;
- домовый газорегуляторный пункт (ДРП) — оборудование также размещается в шкафу небольшого размера из несгораемых материалов.

Газорегуляторные пункты и установки можно классифицировать следующим образом.
По числу выходов:
- шкафы и установки с одним выходом;
- шкафы и установки с двумя выходами.

По технологическим схемам:
- с одной линией редуцирования (домовые);
- с одной линией редуцирования и байпасом;
- с основной и резервной линией редуцирования;
- с двумя линиями редуцирования;
- с двумя линиями редуцирования и байпасом (двумя байпасами);
- с двумя основными и двумя резервными линиями редуцирования, настроенными на разное выходное давление.

В свою очередь, шкафы и установки с двумя линиями редуцирования по схеме установки регуляторов подразделяются на:
- шкафы и установки с последовательной установкой регуляторов;
- шкафы и установки с параллельной установкой регуляторов.

По обеспечиваемому выходному давлению подразделяются на:
- шкафы и установки, поддерживающие на выходах одинаковое давление;
- шкафы и установки, поддерживающие на выходах различное давление.

Шкафы и установки, поддерживающие на выходах одинаковое давление, могут иметь одинаковую и различную пропускную способность обеих линий. Шкафы с различной пропускной способностью применяются для управления сезонными режимами газоснабжения (зима/лето).